# یادآوری کامل (فیلم ۲۰۱۲)
یادآوری کامل (به انگلیسی: Total Recall) فیلمی آمریکایی در ژانر اکشن علمی تخیلی محصول سال ۲۰۱۲ به کارگردانی لن وایزمن است. فیلم‌نامه این فیلم توسط کرت ویمر و مارک بامبک بر اساس فیلمی به همین نام محصول ۱۹۹۰ (با بازی آرنولد شوارتزنگر)، به رشته تحریر درآمده است. کالین فارل، کیت بکینسیل و جسیکا بیل در نقش‌های اصلی در کنار برایان کرانستون، بوکیم وودبین، جان چو، ناتالی لیسینسکا، و بیل نای در فیلم به ایفای نقش می‌پردازند.                          همچنین ایثن هاوک نیز، در نسخه مخصوص کارگردان، حضور کوتاهی دارد که در فهرست بازیگران مطرح نمی‌شود.
بکینسل در این فیلم با کالین فارل در سکانس‌های اولیه فیلم در رختخواب به بوسیدن و نوازش یکدیگر پرداختند که واکنش‌های زیادی در مورد هر دوی آن‌ها در سینمای هالیوود به دنبال داشت.

## مشروح داستان
در اواخر قرن بیست‌ویکم، جنگ‌های شیمیایی زمین را ویران کرده و تنها دو منطقه قابل سکونت باقی مانده است: «فدراسیون متحد بریتانیا» (یواف‌بی) که شامل جزایر بریتانیا و شمال غرب اروپا می‌شود و «مستعمره» که سراسر استرالیا را در بر می‌گیرد. کارگران مستعمره روزانه با استفاده از «سقوط»، یک آسانسور گرانشی که از هسته زمین عبور می‌کند، به یواف‌بی رفت‌وآمد می‌کنند. نابرابری در شرایط زندگی باعث شده تا گروهی از مردم به نام «مقاومت» شکل بگیرند که یواف‌بی آن‌ها را تروریست می‌داند و آن‌ها به دنبال بهبود شرایط زندگی در مستعمره هستند.
داگلاس کواید، یکی از کارگران مستعمره، به طور مکرر خواب‌هایی می‌بیند که در آن به عنوان یک مأمور مخفی همراه با زنی ناشناس فعالیت می‌کند. او که از شغل خود در کارخانه تولید ربات‌های پلیس خسته شده، به شرکت «ریکال» می‌رود که خاطرات مصنوعی را در ذهن افراد کاشت می‌کند. او سناریوی مأمور مخفی بودن را انتخاب می‌کند. اما در حین آماده‌سازی، مک‌کلین، تکنسین ریکال، متوجه می‌شود که کواید از قبل دارای خاطرات واقعی یک جاسوس است. پیش از آن‌که بررسی بیشتری صورت گیرد، گروهی از پلیس‌های یواف‌بی به ریکال یورش می‌برند و کارکنان را می‌کشند. کواید با استفاده از غرایز ناشناخته‌ای همه پلیس‌ها را می‌کشد.
او به خانه بازمی‌گردد و ماجرا را برای همسرش لوری تعریف می‌کند. اما لوری به او حمله می‌کند و فاش می‌کند که او یک مأمور اطلاعاتی یواف‌بی است و ازدواج آن‌ها تنها شش هفته طول کشیده، نه هفت سال. کواید فرار می‌کند و با تماس چارلز هموند، همکار سابقش، به یک صندوق امانات می‌رود و پیامی از خودش پیدا می‌کند که به او آدرس یک آپارتمان در یواف‌بی را می‌دهد.
کواید که توسط لوری و تیم او تعقیب می‌شود، توسط ملینا، زن رویاهایش، نجات می‌یابد. در آپارتمان، کواید یک ویدئو دیگر پیدا می‌کند که هویت واقعی او را فاش می‌کند: او کارل هاوزر، مأمور فراری یواف‌بی است که برای صدر اعظم کوهاگن کار می‌کرده و به مقاومت نفوذ کرده بود، اما پس از تغییر عقیده دستگیر و خاطراتش تغییر داده شده‌اند. او یک کد نابودگر ربات‌های کوهاگن را کشف کرده بود، اما دستگیر شد.
ملینا فاش می‌کند که او معشوقه هاوزر بوده و آن‌ها هر دو با هم تیر خورده‌اند، زخمی که هر دو هنوز دارند. پلیس‌ها و هری، دوست سابق کواید، ظاهر می‌شوند. هری ادعا می‌کند که کواید هنوز در حالت خواب ریکال است و باید ملینا را بکشد تا بیدار شود. اما کواید با دیدن اشک ملینا متوجه می‌شود که او واقعی است و هری را می‌کشد.
ملینا کواید را به ملاقات ماتیاس، رهبر مقاومت، می‌برد. او سعی می‌کند خاطرات کواید را بررسی کند، اما کوهاگن و نیروهایش به مقر حمله کرده و ماتیاس را می‌کشند. کوهاگن فاش می‌کند که نقشه کد نابودگر تنها یک تله بوده تا کواید را به ماتیاس برساند. کوهاگن ملینا را دستگیر و کواید را برای بازگرداندن خاطرات قدیمی‌اش آماده می‌کند، اما هموند او را آزاد می‌کند و جانش را از دست می‌دهد.
کواید به طور مخفیانه وارد «سقوط» می‌شود، جایی که کوهاگن در حال بارگیری ارتش ربات‌هایش است. او بمب‌هایی در سراسر وسیله قرار می‌دهد و به دنبال ملینا می‌گردد. پس از نجات ملینا، آن‌ها با کوهاگن و نیروهایش مبارزه می‌کنند. بمب‌ها منفجر می‌شوند و «سقوط» نابود می‌شود، همراه با ارتش ربات‌ها و خود کوهاگن.
کواید در آمبولانس بیدار می‌شود و متوجه می‌شود که همراهش در واقع لوری است که با هولوگرام خود را به شکل ملینا درآورده. او لوری را می‌کشد و به ملینای واقعی می‌پیوندد، در حالی که اخبار استقلال مستعمره از یواف‌بی اعلام می‌شود.